# Womenswold
Womenswold är en ort och civil parish i grevskapet Kent i sydöstra England. Orten ligger i distriktet Canterbury, cirka 11 kilometer sydost om Canterbury. Civil parishen hade 341 invånare vid folkräkningen år 2021.
I civil parishen ligger även byarna Woolage Village och Woolage Green.